# Пагасауртундуя, Франсиско
Франсиско Пагасауртундуя Гонсалес-Муррьета (исп. Francisco Pagazaurtundúa González-Murrieta), более известный как Франсиско Пагаса (30 октября 1895, Сантурсе, Страна Басков — 18 ноября 1958, Мадрид) — испанский футболист, игравший на позиции нападающего. После завершения игровой карьеры — тренер.
Выступал, в частности, за клубы «Аренас», «Атлетико», «Расинг» (Сантандер), а также национальную сборную Испании.

## Клубная карьера
Сын архитектора и преподавателя фортепиано. Во взрослом футболе дебютировал в 1912 году выступлениями за «Аренас» (Гечо), с которым в 1919 году выиграл чемпионат Бискайи, а также Кубок Испании (в финальном поединке со счетом 5:2 была переиграна «Барселона»). Кроме того, недолго Пагаса поиграл за столичный «Атлетико».

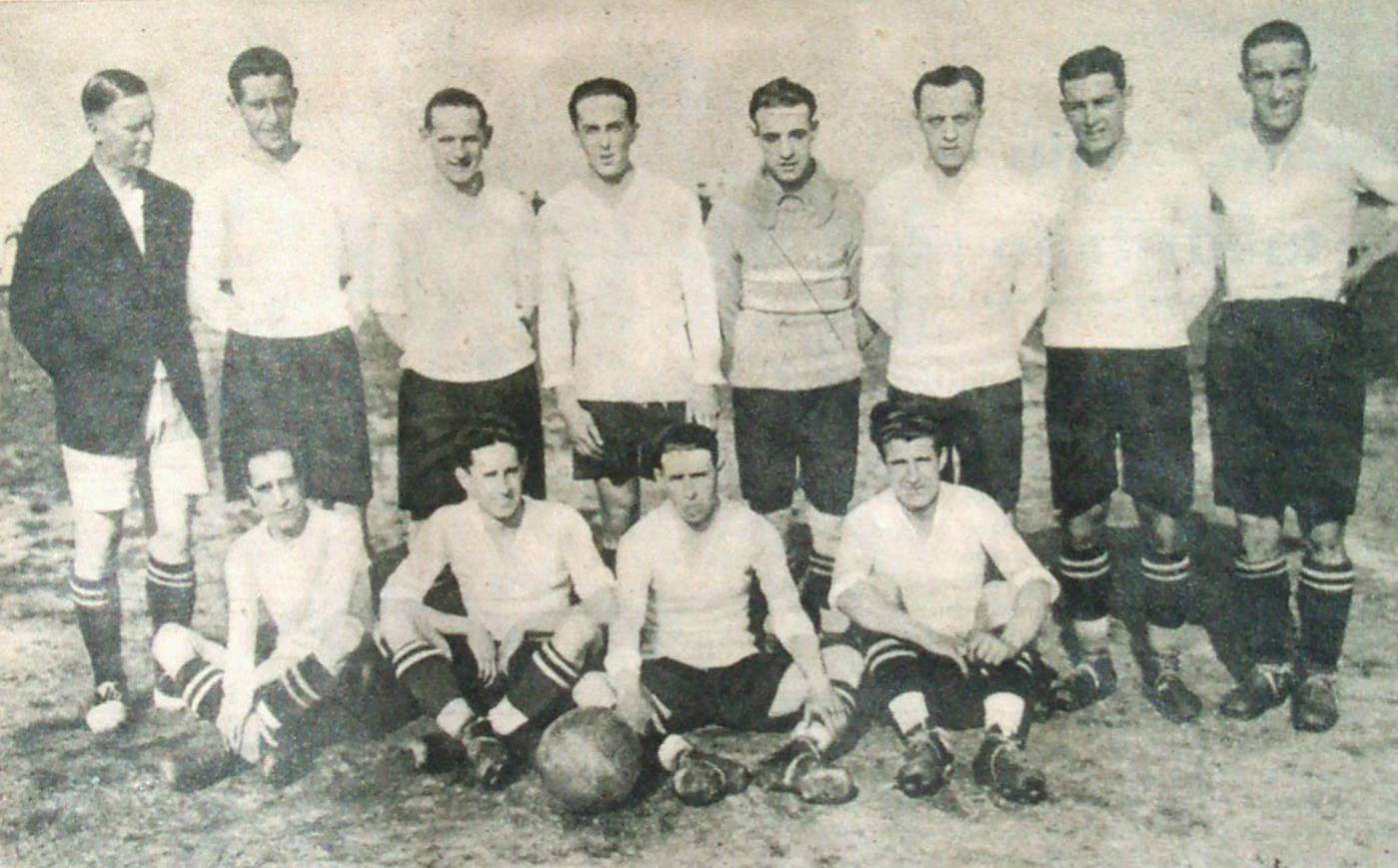
«Расинг» (Сантандер) в 1922 году. Пагаса справа от вратаря.

С 1920 года работал на верфи в Сантандере, поскольку испанский футбол ещё не был профессиональным, поэтому перешёл в местный клуб «Расинг», где с небольшим перерывом на игру за клуб «Химнастика Торрелавега» играл до 1927 года.
Завершил профессиональную игровую карьеру в клубе «Расинг Мадрид», за который выступал в течение 1927—1928 годов.

## Выступления за сборную
Был игроком первой испанской сборной в истории, сыгравшей на Олимпийских играх в Антверпене 1920 года, где вместе с командой он выиграл серебряную медаль. Франсиско дебютировал в составе сборной 28 августа 1920 года в матче против сборной Дании в Брюсселе и сыграл на том турнире в четырёх матчах. В течение карьеры в национальной команде, длившейся 3 года, провёл в её форме 7 матчей.
В течение всей своей карьеры он также входил в состав региональной сборной Севера, которая в 1915 году выиграла Кубок принца Астурийского, турнир, организованный испанской федерацией футбола среди региональных федераций страны.

## Карьера тренера
Начал тренерскую карьеру вскоре после завершения карьеры игрока, в 1929 году, возглавив тренерский штаб клуба «Расинг». В 1930 стал главным тренером клуба «Осасуна», тренировал клуб из Памплоны один год.
Впоследствии в течение 1932—1933 годов снова возглавлял тренерский штаб «Россинга», после чего принял предложение поработать в клубе «Спортинг» (Хихон). Покинул клуб из Хихона в 1934 году.
Во время гражданской войны в течение одного года, начиная с 1937 года, был главным тренером «Мальорки». В 1941 году третий раз был приглашён руководством клуба «Расинг» возглавить команду, с которой проработал до 1943 года. В 1944 году возглавил «Эркулес», которому помог по результатам сезона 1944/45 выйти в Ла Лигу, однако в следующем сезоне из-за неудачных результатов был уволен ещё по ходу турнира. Последним местом тренерской работы был клуб «Эльче».
Умер 18 ноября 1958 года на 64-м году жизни в городе Мадрид.

## Титулы и достижения
- Обладатель Кубка Испании (1):

«Аренас» (Гечо): 1919
- Серебряный олимпийский призер : 1920